# SN 1956F
SN 1956F – supernowa odkryta 10 marca 1956 roku w galaktyce A132300+0648. W momencie odkrycia miała maksymalną jasność 19,60m.